# Чаркен

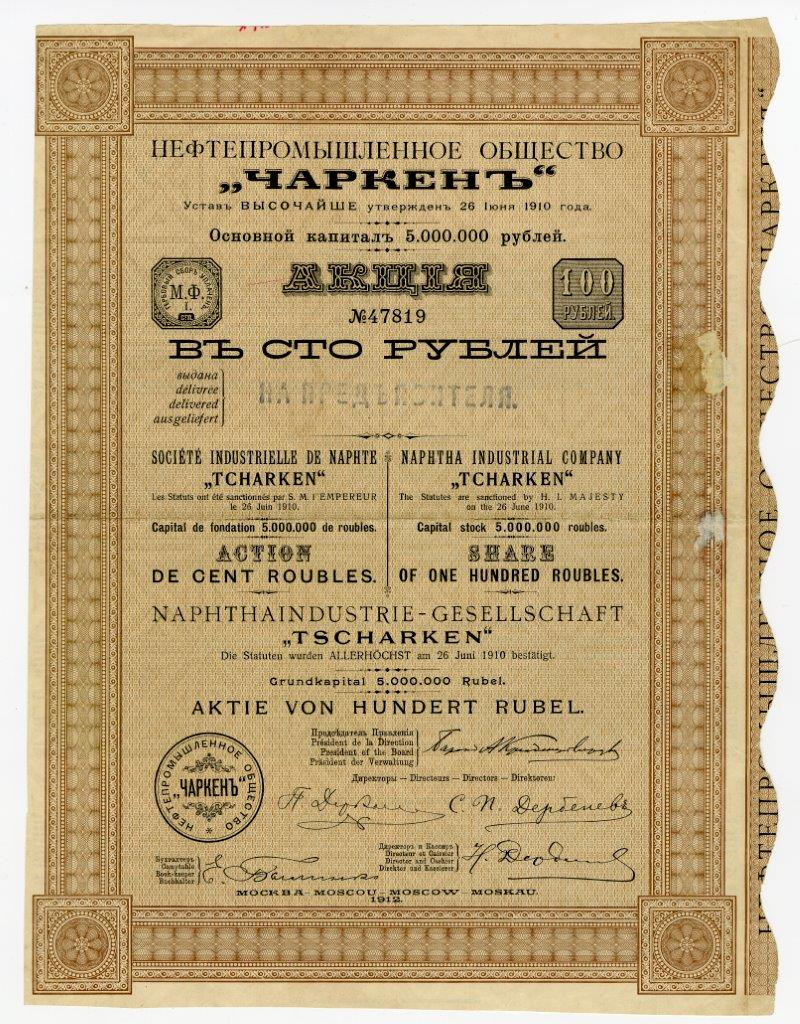
Акція у 100 руб. на пред'явника Нафтопромислового товариства «Чаркен» з основним капіталом в 5 млн руб. Москва, 1912

Нафтопромислове товариство «Чаркен» — підприємство, засноване в 1910 (Статут компанії Найвище затверджено 26 червня) для освоєння першого на території сучасного Туркменістану, відкритого в 1877 нафтового родовища Челекен, що належить до Західно-Туркменської нафтогазоносної області і розташованого на однойменному (до 1930-х — острові) у східній частині Каспійського моря.
Основний капітал становив 5 млн руб., правління Товариства засідало в Москві, до його складу входили спадкові почесні громадяни П. Н. Дербенєв, Н. І. Дербенєв, і навіть В. Я. Бурдаков, І. Ф. Шмідт. Головою Правління був російський політик та підприємець барон Олександр Крюденер-Струве.